# Sherman-Insel
Die Sherman-Insel (englisch Sherman Island) ist eine eisbedeckte Insel mit einer Fläche von rund 1159 km² vor der Eights-Küste des westantarktischen Ellsworthlands. Die 51 km lange und 16 km breite Insel liegt 12 km südlich der deutlich größeren Thurston-Insel im Peacock-Sund und ist vollständig vom Abbot-Schelfeis umgeben. 
Luftbilder der Operation Highjump (1946–147) aus dem Dezember 1946 dienten ihrer Kartierung. Das Advisory Committee on Antarctic Names benannte sie 1960 und nach dem US-Admiral Forrest P. Sherman (1896–1951), Chief of Naval Operations und in dieser Funktion zuständig für die Marineunterstützung bei den Vorbereitungen für das Internationale Geophysikalische Jahr.